# Vladko Maček

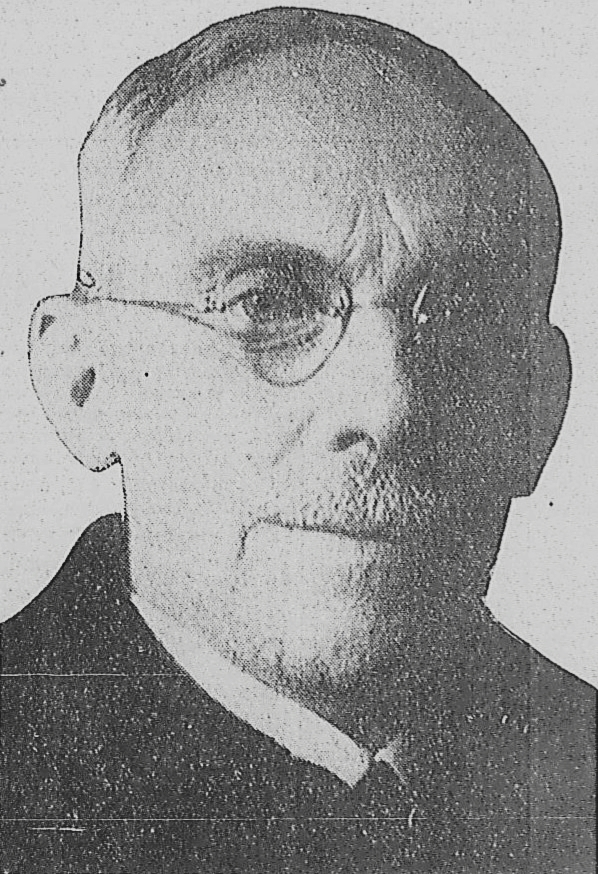
Maček (1939)

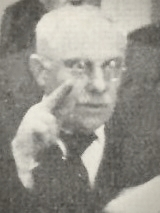
Vladko Maček mit erhobener Schwurhand (1941)

Vladko Maček (* 20. Juni 1879 in Jastrebarsko; † 15. Mai 1964 in Washington, D.C.) war ein jugoslawischer Politiker der Kroatischen Bauernpartei (HSS). Durch das Sporazum konnte er 1939 die Errichtung der teilautonomen Banschaft Kroatien innerhalb des Königreichs Jugoslawien aushandeln. In der jugoslawischen Regierung nach dem Staatsstreich im März 1941 war er lediglich für vier Tage stellvertretender Ministerpräsident.

## Politik
Maček wurde nach der Ermordung Stjepan Radićs im Jahre 1928 dessen Nachfolger als Vorsitzender der Kroatischen Bauernpartei. Er war ein energischer, wenn auch friedlicher, Gegner der Diktatur von Alexander I. von Jugoslawien. Als Befürworter der Unabhängigkeit Kroatiens wurde Maček mehrere Male verhaftet und auch zu Gefängnisstrafen verurteilt. Unter anderem war er 1933 im berüchtigten Gefängnis Glavnjača in Belgrad inhaftiert. Nach dem Tode Alexander I. 1934 wurde Maček begnadigt.

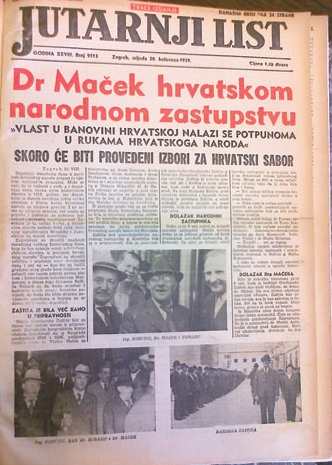
Ausgabe der Jutarnji list zur Übergabe der Regierungsgewalt in der Banschaft Kroatien (30. August 1939)

Durch seine geschickten Verhandlungen mit Pavle Karađorđević, der anstelle des noch minderjährigen Königs Peter II. Regent des Landes war, gelang es Maček am 26. August 1939 mit Unterstützung Großbritanniens und Italiens im Sporazum weitgehende Autonomie für Kroatien als Banschaft Kroatien (Banovina Hrvatska) innerhalb Jugoslawiens zu erreichen. Seine Partei trat danach in die jugoslawische Zentralregierung ein. Maček selbst wurde am 3. April 1941 zum stellvertretender Ministerpräsidenten Jugoslawiens ernannt.

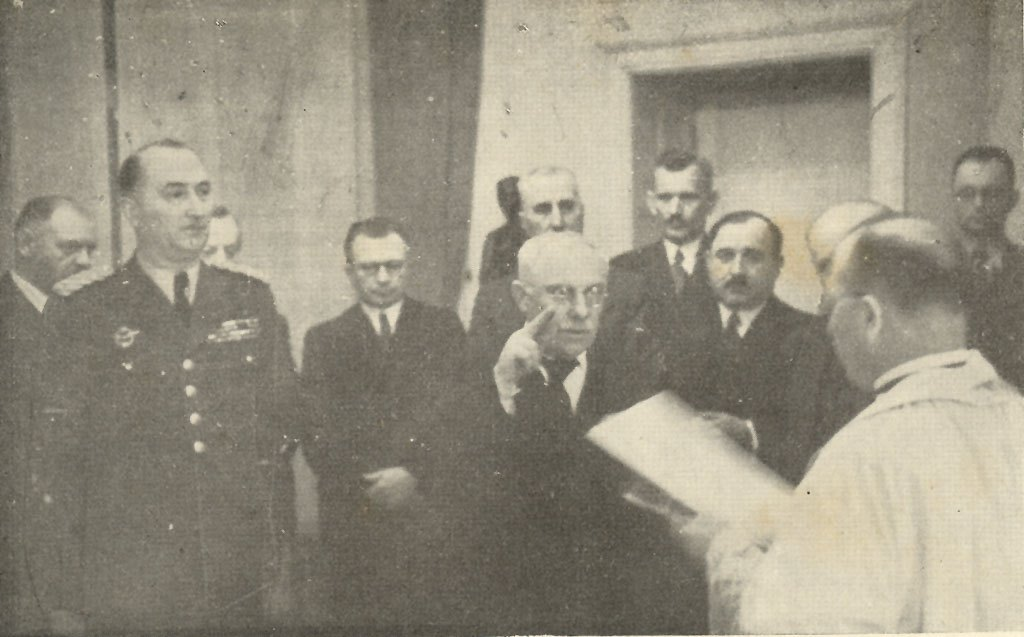
Vladko Maček bei seiner Vereidigung als kurzzeitiger stellvertretender jugoslawischer Ministerpräsident (Amtszeit vom 4. bis 7. April 1941)

Im Vorfeld des Überfalls Nazideutschlands auf Jugoslawien im Frühjahr 1941 wurde ihm von deutscher Seite angeboten, nach der Besetzung des Landes durch die Wehrmacht einen unabhängigen kroatischen Staat unter seiner Führung zu gründen. Maček lehnte dieses Angebot jedoch ab und bot sich stattdessen vergeblich als Vermittler um die Aufrechterhaltung des Friedens zwischen Jugoslawien und den Achsenmächten an. Während die übrigen Vertreter seiner Partei in der jugoslawischen Regierung nach der Besetzung Jugoslawiens durch die Truppen der Achsenmächte zusammen mit dieser ins Exil nach London gingen, trat er am 7. April von seiner Position als stellvertretender Ministerpräsident zurück und begab sich wieder nach Zagreb.
Nach Mačeks Weigerung wurde die Macht in Kroatien von den Besatzungsmächten der Ustascha unter Ante Pavelić übertragen, die am 10. April den Unabhängigen Staat Kroatien ausrief. Maček wurde unter polizeiliche Überwachung gestellt und der Kroatischen Bauernpartei wurde ebenso wie allen anderen politischen Organisationen mit Ausnahme der Ustascha selbst die weitere politische Aktivität untersagt. Nachdem sich bedeutende Teile der Partei nicht an dieses Verbot hielten und die Parole zu verbreiten suchten, dass der von der Ustascha regierte Unabhängige Staat Kroatien nur ein vorübergehendes Phänomen sei und nach dem Kriege mit Unterstützung Großbritanniens erneut die Kroatische Bauernpartei die Macht in einem demokratischen Kroatien übernehmen werde, wurde Maček zeitweise inhaftiert, und auch nach seiner Freilassung blieb er unter Hausarrest, jeglicher Kontakt zu seiner Partei wurde unterbunden.

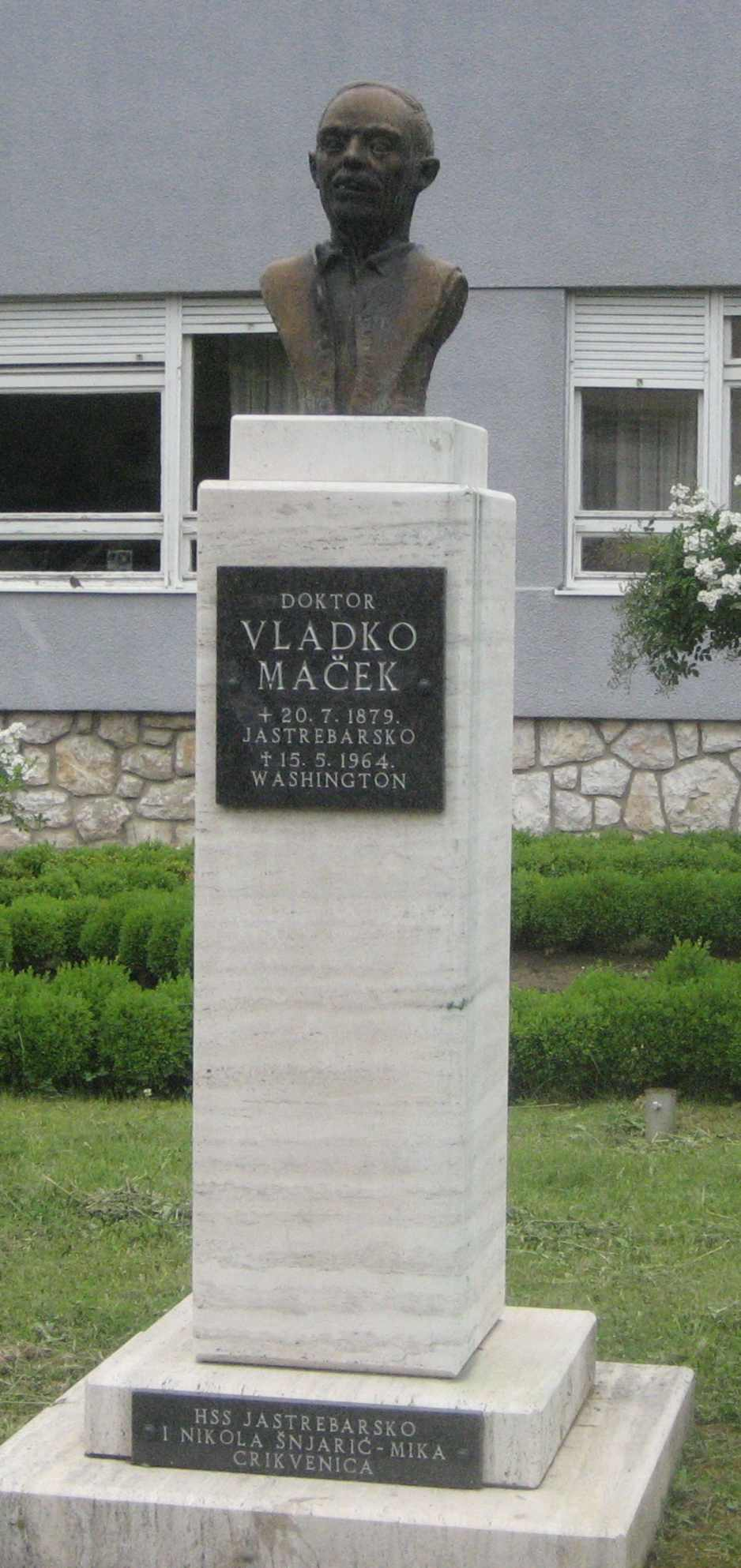
Denkmal für Maček in seinem Geburtsort Jastrebarsko

Maček hoffte weiterhin darauf, dass seine Partei nach dem Kriege mit Unterstützung der Westmächte auf demokratischem Wege wieder die Regierung würde übernehmen können. Eine Zusammenarbeit mit der Kommunistischen Partei unter Tito, der als Führer der Partisanenbewegung schließlich 1944 auch von den Westmächten als neuer jugoslawischer Regierungschef anerkannt wurde, lehnte Maček ab, da er diese als undemokratisch betrachtete. In Reaktion darauf verlangten die Kommunisten von denjenigen Mitgliedern der Kroatischen Bauernpartei, die sich den Partisanen angeschlossen hatte, dass sie sich ausdrücklich von Maček und den angeblich reaktionären mačekovci (Maček-Anhängern) distanzieren müssten.
Unmittelbar vor dem Einmarsch der Partisanen in Zagreb im Frühjahr 1945 verließ er das Land, nachdem ihm zuvor von Vertretern des abziehenden Ustascha-Regimes angedeutet worden war, dass man „für seine Sicherheit nicht garantieren“ könne. Er begab sich zunächst nach Paris und versuchte über das dort ansässige Oberkommando der Westalliierten Streitkräfte in Europa Kontakt zu den Regierungen der Westmächte aufzunehmen, um sie aufzufordern, sich für freie Wahlen im jetzt von Tito regierten Jugoslawien einzusetzen. Nachdem er damit keinen Erfolg hatte, wanderte er in die USA aus. Vladko Maček verstarb 1964 in Washington und wurde auf dem Mirogoj-Friedhof in Zagreb beigesetzt.

## Schriften
- Istina o krvavim dogadjajima u Senju dne 9. V. 1937. [Die Wahrheit über die blutigen Ereignisse in Senj vom 9. V. 1937]. Merkantile, Zagreb 1937.
- In the Struggle for Freedom. New York 1957.